# 2019년 세계 삼보 선수권 대회
틀:국제 삼보 대회 정보
′′′제43회 세계 삼보 선수권 대회′′′는 국제 삼보 연맹 FIAS의 주관으로 2019년 대한민국 청주시에서 열릴 예정인 국제 삼보 대회이다.